# The Definitive Collection (álbum de Asia)
The Definitive Collection es un álbum recopilatorio de la banda británica de rock progresivo Asia y fue publicado en 2006 por la discográfica Geffen Records.
Este compilatorio reúne los más grandes éxitos de la banda, tales como «Heat of the Moment», «Only Time Will Tell», «Don't Cry» y «The Smile Has Left Your Eyes», además de otros de sus mejores temas, los cuales se encuentran en sus tres primeros álbumes de estudio Asia, Alpha y Astra, el EP Aurora y el compilado Then & Now, todos publicados de 1982 a 1990.
La canción «Go» se enlista en dos ocasiones en este álbum en dos versiones diferentes; la primera es la versión normal, mientras que la segunda es la edición remezclada de este tema, la cual fue publicada en el vinilo de 12 pulgadas de «Go», en 1985.
En los Estados Unidos, se lanzó una edición limitada de este álbum, la cual se vendió exclusivamente en las tiendas Best Buy. Esta edición incluyó un DVD extra que contenía los videoclips de «Heat of the Moment», «Only Time Will Tell», «Sole Survivor», «Don't Cry», «The Smile Has Left Your Eyes» y «Go».
The Definitive Collection se posicionó en el lugar 183.º del Billboard 200 el 30 de septiembre de 2006.

## Lista de canciones

### Versión original
| Side one |                                |                               |          |  |
| N.º      | Título                         | Escritor(es)                  | Duración |  |
| 1.       | «Heat of the Moment»           | John Wetton / Geoff Downes    | 3:50     |  |
| 2.       | «Only Time Will Tell»          | Wetton / Downes               | 4:45     |  |
| 3.       | «Sole Survivor»                | Wetton / Downes               | 4:47     |  |
| 4.       | «Wildest Dreams»               | Wetton / Downes               | 5:11     |  |
| 5.       | «Here Comes the Feeling»       | Wetton / Downes               | 5:41     |  |
| 6.       | «Don't Cry»                    | Wetton / Downes               | 3:37     |  |
| 7.       | «The Smile Has Left Your Eyes» | John Wetton                   | 3:15     |  |
| 8.       | «The Heat Goes On»             | Wetton / Downes               | 4:56     |  |
| 9.       | «Open Your Eyes»               | Wetton / Downes               | 6:25     |  |
| 10.      | «Daylight»                     | Wetton / Downes               | 3:37     |  |
| 11.      | «Go»                           | Wetton / Downes               | 4:05     |  |
| 12.      | «Voice of America»             | Wetton / Downes               | 4:26     |  |
| 13.      | «Too Late»                     | Wetton / Downes / Carl Palmer | 4:12     |  |
| 14.      | «Wishing»                      | Wetton / Downes               | 4:12     |  |
| 15.      | «Days Like These»              | Steve Jones                   | 4:05     |  |
| 16.      | «Go (remezclada)»              | Wetton / Downes               | 7:17     |  |

### Edición especial de Best Buy
| Side one |                                |          |  |
| N.º      | Título                         | Duración |  |
| 1.       | «Heat of the Moment»           |          |  |
| 2.       | «Only Time Will Tell»          |          |  |
| 3.       | «Sole Survivor»                |          |  |
| 4.       | «Don't Cry»                    |          |  |
| 5.       | «The Smile Has Left Your Eyes» |          |  |
| 6.       | «Go»                           |          |  |

## Formación
- John Wetton — voz principal y bajo
- Geoff Downes — teclados y coros
- Carl Palmer — batería y percusiones
- Steve Howe — guitarra (en las canciones 1 a la 10)
- Mandy Meyer — guitarra (en las canciones 11, 12, 13, 14 y 16)
- Steve Lukather — guitarra (en la canción «Days Like These»)
- Luis Jardim — percusiones adicionales (en la canción «Go (re-mezlada)»)

## Listas
| Año  | País           | Lista         | Posición máxima |
| ---- | -------------- | ------------- | --------------- |
| 2006 | Estados Unidos | Billboard 200 | 183.º           |